# Postscriptum (album)
Postscriptum – album Czesława Niemena wydany w roku 1980 nakładem wydawnictwa Polskie Nagrania „Muza”.

## Lista utworów
Strona A
1. „Dziwny jest ten świat” (Czesław Niemen – Czesław Niemen)
2. „Pokój” (Czesław Niemen – Sergiusz Michałkow)
3. „Nim przyjdzie wiosna” (Czesław Niemen – Jarosław Iwaszkiewicz)
4. „Elegia śnieżna” (Czesław Niemen – Jan Brzechwa)

Strona B
1. „Moje zapatrzenie” (Czesław Niemen – Czesław Niemen)
2. „Serdeczna muza” (Czesław Niemen – Czesław Niemen)
3. „Żyć przeciw wojnie” (Czesław Niemen)
4. „Postscriptum” (Czesław Niemen – Czesław Niemen)